# La Lomita, delstaten Mexiko
La Lomita är en ort i kommunen Ocoyoacac i delstaten Mexiko i Mexiko. Samhället hade 62 invånare vid folkräkningen år 2020.